# ماري إليزابيث هاوكر
ماري إليزابيث هاوكر (بالإنجليزية: Mary Elizabeth Hawker)‏ (28 يناير 1848 في المملكة المتحدة - 16 يونيو 1908، هيرفوردشير في المملكة المتحدة)؛ كاتِبة وروائية بريطانية.